# Salford Township (comté de Montgomery, Pennsylvanie)
Pour les articles homonymes, voir Salford Township.
Salford Township est un township du comté de Montgomery, en Pennsylvanie, aux États-Unis.